# Evil Jared Hasselhoff
Evil Jared Hasselhoff, właśc. Jared Victor Hennegan (ur. 5 sierpnia 1971 w Ringenbrough) – amerykański muzyk, gitarzysta basowy, obecnie związany z zespołem Bloodhound Gang (od 1995 roku, kiedy trafił tam z zespołu Bloodphart). 
Pierwotnie nazywał się Jared Hennegan, nazwisko zmienił na początku lat 90. Nagrał z zespołem wszystkie albumy prócz dema, Dingleberry Haze.
W roku 2006 przeprowadził się ze Stanów Zjednoczonych do Niemiec. W 2007 roku zagrał w utworze "Totalschaden" niemieckiego artysty Tony'ego Damagera.

## Filmografia
- A Halfway House Christmas (2005)